# Péntek Esti Korzó
Koordináták: é. sz. 47,160901°, k. h. 18,946196°47.160901°N 18.946196°E
A Péntek Esti Korzó egy kulturális rendezvény, ami a ráckevei Szegedi Kis István sétányon (dunaparti „csónakos” piac területe) a nyári szünet idején minden péntek délután kerül megrendezésre. A rendezvényre a belépés díjtalan.

## Története
A rendezvényt 2008. június 13-án, pénteken 18 órakor indították útjára, és hetente újabb, az egész családnak szóló műsorokkal, programokkal jelentkezett. 2010-ben Ráckeve elnyerte "A Kultúra Magyar Városa" címet és átvette a rendezvény programjainak szervezését az Ács Károly Művelődési Központ közreműködésével. A rendezvényt továbbra is lelkes útraindítói segítik, ötleteikkel és munkájukkal.

### Érdekességek
A PEK ötletgazdája, Krumpach Erzsébet felhívására egy lelkes munkacsoport alakult, és saját ötleteikkel kiegészítve három hét leforgása alatt valósították meg az első programnapot.
A 2008-as évad kiemelt színpadi szereplői:
- A Madách Színház tagjai: Balogh Tímea, Bednai Natália, Kertész Zsófia, Kósa Dénes, Kurkó József és Németh Gábor
- Homolay Sándor – didgeridoo, üvegművész
- Kék Duna Majorette
- Ujflucher Buam Fúvószenekar, Szigetújfalu

A PEK első évét elismeréssel zárta (Ráckevei Újság, 2008. november, 8. oldal).

## A rendezvénysorozat elemei
- Gasztronómia: falusi vendégasztal
- „Kockásabroszos” kisvendéglő
- Sakkasztalok, gyermekjátszó
- Rovásírás tanítás, kézműves foglalkozás, Waldorf foglalkozás, színpadi műsorok
- A helyi és környékbeli borászatok borkóstolót és borvásárt tartanak.
- Képzőművészet: alkotóművészek munkájának bemutatása és műveik kiállítása
- Népi kismesterségek: kismesterséget űzők mutatkoznak be
- Színpadi programok
- „Bemutatkoznak az utcák”: Lakókörzetek tartanak bemutatót
- Utcabál, tánctanítás
- Állatsimogató, lovagoltatás gyermekeknek
- Hintós városnéző túra

## Megközelíthetőség
A rendezvény megközelíthető autóval, a Ráckevei HÉV-vel, illetve helyközi autóbusszal a Népligetből. 2009-ben hajóval Szigetszentmártonból, és valószínűleg vízi taxival is elérhető lesz. További információ a hivatalos weboldalon.